# Łopuszna (gromada)
Łopuszna (od 30 VI 1960 Ostrowsko) – dawna gromada, czyli najmniejsza jednostka podziału terytorialnego Polskiej Rzeczypospolitej Ludowej w latach 1954–1972.
Gromady, z gromadzkimi radami narodowymi (GRN) jako organami władzy najniższego stopnia na wsi, funkcjonowały od reformy reorganizującej administrację wiejską przeprowadzonej jesienią 1954 do momentu ich zniesienia z dniem 1 stycznia 1973, tym samym wypierając organizację gminną w latach 1954–1972.
Gromadę Łopuszna z siedzibą GRN w Łopusznej utworzono – jako jedną z 8759 gromad na obszarze Polski – w powiecie nowotarskim w woj. krakowskim, na mocy uchwały nr 27/IV/54 WRN w Krakowie z dnia 6 października 1954. W skład jednostki weszły obszary dotychczasowych gromad Łopuszna i Ostrowsko ze zniesionej gminy Łopuszna w tymże powiecie. Dla gromady ustalono 18 członków gromadzkiej rady narodowej.
Gromadę Łopuszna zniesiono 30 czerwca 1960 w związku z przeniesieniem siedziby GRN z Łopusznej do Ostrowska i przemianowaniem jednostki na gromada Ostrowsko.
Z dniem 1 stycznia 1973 roku reaktywowano gminę Łopuszna.